# Melanocharacidium auroradiatum
Melanocharacidium auroradiatum (Costa & Vicente, 1994), es una especie de peces de la familia Crenuchidae en el orden de los Characiformes.

## Morfología
Los machos pueden llegar alcanzar los 4,3 cm de longitud total.

## Hábitat
Vive en zonas de clima tropical.

## Distribución geográfica
Se encuentran en Sudamérica:  cuenca del río Araguaia en Brasil.